# القوات الجوية الفنلندية
القوات الجوية الفنلندية (بالفنلندية: Ilmavoimat وبالسويدية: Flygvapnet) هو واحد من فروع قوات الدفاع الفنلندية. المهام زمن السلم أن يتم مراقبة المجال الجوي، والرحلات الجوية تحديد الهوية، وإنتاج التشكيلات الاستعداد لظروف الحرب. كفرع مستقل من الجيش والقوات الجوية الفنلندية هي واحدة من أقدم في العالم، بعد أن كانت موجودة رسميا منذ 6 مارس 1918.

## التاريخ
وقد اتخذت الخطوات الأولى في تاريخ الطيران الفنلندية مع الطائرات الروسية. وكان الجيش الروسي عددا من التصاميم في وقت مبكر المتمركزة في البلاد، التي كانت حتى الثورة الروسية عام 1917 كانت جزءا من الامبراطورية الروسية. بعد وقت قصير من اعلان الاستقلال اندلعت الحرب الأهلية الفنلندية، التي السوفيات / الروس وقفوا مع ليفربول—والمتمردين الشيوعيين. تمكن حرس فنلندا الأبيض، والبيض، للاستيلاء على طائرة قليلة من الروس، لكنهم اضطروا إلى الاعتماد على الطيارين والطائرات الأجنبية. رفض السويد إرسال الرجال والعتاد، ولكن المواطنين السويديين الفردية هبت لنجدة من البيض. اشترى رئيس تحرير مجلة افتونبلاديت السويدية اليومية، فالديمار Langlet، وهو NAB الباتروس طائرة من A.B. Aviatik Nordiska المصنع مع الأموال التي جمعتها vänner Finlands («أصدقاء فنلندا») المنظمة. وقد تم نقل هذه الطائرة، وأول من وصل من السويد، من خلال Haparanda في 25 شباط 1918 من قبل الطيارين السويدية جون ألان Hygerth (يوم 10 مارس الذي أصبح أول قائد للقوات الجوية الفنلندية) ولكل Svanbäck. أدلى طائرة تتوقف عند كوكولا واضطرت إلى إجراء هبوط اضطراري في Jakobstad محركها عندما انهارت. أعطيت في وقت لاحق للقوات الجوية الفنلندية تعيين F.2 («وأو» قادمة من "Flygmaskin" السويدية الكلمة، ومعنى «الطائرات») [3].
وقدم السويدي اريك فون روزن العد الحكومة الفنلندية الأبيض طائراتها الثانية، الطباع Thulin D. [4] طيارها، اللفتنانت نيلس Kindberg، حلقت الطائرة لفاسا في 6 آذار 1918، حمل فون روزن كراكب. وهذه الهدية يتعارض مع ارادة الحكومة السويدية، وأنه تم إعطاء أي تصريح الطيران، وأدى ذلك في Kindberg تلقي غرامة 100 كرون لترك البلاد من دون إذن. وتعتبر هذه الطائرة من قبل بعض لتكون أول طائرة تابعة للقوات الجوية الفنلندية، منذ القوات الجوية الفنلندية لم تكن موجودة رسميا خلال الحرب الأهلية، وكان الوحيد الجانب الأحمر الذي طار طائرة قليلة مع مساعدة من بعض الطيارين الروس. ونظرا للطائرة فون روزن تعيين F.1 [3] كان يسمى رسميا للقوات الجوية «القوة الجوية» خلال سنواتها الأولى. القوة الجوية الفنلندية هي واحدة من أقدم قوات الجوية في العالم—تأسس فرع وRAF المستقلة الأولى في 1 نيسان 1918 وعلى Flygvapnet السويدية في عام 1925.

شارات القوة الجوية الفنلندية 1918-1945

وكان فون روزن رسم شخصي له سحر حسن الحظ على متن الطائرة Thulin D الطباع. اعتمد بوصفه شارة سلاح الجو فنلندية—هذا السحر—الصليب المعقوف زرقاء، الرمز القديم للشمس ونتمنى لك التوفيق. تم إنشاء خلفية بيضاء دائرية عندما حاول الفنلنديون الطلاء على الإعلان من الأكاديمية الجوية Thulin [5] وقد اتخذ رسميا بعد استخدام الصليب المعقوف في أمر من مانرهايم يوم 18 مارس 1918. كانت الفاف لتغيير شارة بعد عام 1945، ويرجع ذلك إلى لجنة الحلفاء مرسوم التحكم، حيث الصليب المعقوف كان لا بد من التخلي عنها، بسبب ارتباطه مع النازية.
وقد دمرت الطائرات F.1 في حادث مما أدى إلى مقتل افراد طاقمها، وليس بعد فترة طويلة قد سلمها إلى الفنلنديين. يوم 7 سبتمبر 1920، تحطمت طائرتا المشتراة حديثا Savoia زوارق تحلق في طريق السويسري ان جبال الألب إلى فنلندا، اسفر عن مقتل جميع على متن (ثلاثة فنلنديين والإيطالية واحد). وقد تم في هذا اليوم منذ اليوم النصب التذكاري للطيارين الذين سقطوا.
القوة الجوية الفنلندية يعين أرقام البجروت لطائراتها عن طريق تعيين لكل نوع رمز من حرفين التالية شرطة وعدد الطائرات الفردية. رمز من حرفين وعادة ما يشير إلى الصانع من الطائرات أو النموذج، مثل HN عن الدبور F/A-18، DK صعب لل35 Draken، VN لVinka VALMET الخ.

### الحرب الأهلية الفنلندية 1918

#### النشاط الجوي للريدز
وقد اتخذت معظم القواعد الجوية ان الروس قد غادروا في فنلندا برئاسة البيض بعد أن الطيارين الروس عادوا إلى روسيا.
وكان ليفربول في حوزة عدد قليل من القواعد الجوية والطائرات الروسية قليلة، والطائرات البرمائية في المقام الأول. كان لديهم 12 طائرة في كل شيء. ليفربول لم يكن لديهم أي الطيارون أنفسهم، بحيث أنها استأجرت بعض الطيارين الروس ان بقوا. في 24 فبراير 1918 وصلت إلى خمس طائرات Viipuri، ونقلوا بسرعة لRiihimäki.
إنشاء وحدات جوية ريدز في هلسنكي، تامبيري، Kouvola وViipuri. لم يكن هناك مقر الكلية، ولكن وحدات فردية خدم تحت قائد خط المواجهة الفردية. تم إنشاء مدرسة لتعليم الطيران في هلسنكي، ولكن تم تدريب الطلبة هناك أي قبل سقوط هلسنكي.
وكان اثنان من الطائرات، أرسل أحد طائرات الاستطلاع (Nieuport 10) وطائرة واحدة مقاتلة (Nieuport 17) التي وصلت إلى لRiihimäki تامبيري، وثلاثة لKouvola. أربعة طيارين الروس والميكانيكا قدوم الممرضات البلغاريات أيضا تامبيري. وقد تم نقل أول طلعة جوية في حرب 1 مارس 1918 على Naistenlahti.
يبدو أن ليفربول تعمل أيضا طائرتين فوق الجبهة الشرقية. ليفربول يقوم أساسا طلعة استطلاع التفجير، ونشر منشورات الدعاية، وتحديد موقع المدفعية. وكان نشاط ريدز الجوية لم تكن ناجحة بشكل خاص. عانت العمليات الجوية الخاصة بهم من القيادة السيئة والطائرات المهترئة، والطيارين الأمم المتحدة ذات دوافع الروسي. تم القبض على بعض الطائرات من قبل البيض، في حين تم تدمير الباقي.

#### النشاط الجوي للبيض
في يناير 1918 لم يكن لديك البيض طائرة واحدة، ولا الطيارين، لذلك طلبوا من السويديين للمساعدة. وكانت السويد دولة محايدة وانها لا تستطيع إرسال أي مساعدة رسمية. السويد منعت طياريها أيضا للذهاب إلى فنلندا.
ومع ذلك، وصلت إلى Morane - سولنييه الشمسية الملونة، وثلاثة من السويد الباتروس NAB بحلول نهاية شباط 1918. وكان اثنان من الطائرات الباتروس هدايا من الأشخاص الذين يدعمون قضية الأبيض الفنلندية، في حين تم شراء الثالثة. في البداية كان من المفترض أن يتم استخدام الطائرات لدعم العمليات الجوية من البيض، ولكن ثبت الطائرات غير صالحة.
البيض أيضا لم يكن لديهم أي الطيارين، حتى يتسنى لجميع الطيارين والميكانيكيين وجاء من السويد. أعطيت واحدة من Jägers الفنلندية، اللفتنانت برتيل Månsson وتدريب الطيارين في ألمانيا الإمبراطورية، لكنه بقي في ألمانيا، في محاولة لتأمين صفقات الطائرات لفنلندا.
خلال الحرب الأهلية وتألفت الأبيض سلاح الجو الفنلندية:-
29 السويديين (16 الطيارين والميكانيكيين نواطير اثنين و11). من الطيارين وأعطيت 4 فقط للتدريب العسكري، واحد منهم كان يعمل بوصفه بالمرصاد.
2 الدنماركيين (أحد الطيارين، واحد بالمرصاد)
7 الروس (ستة طيارين، واحدة بالمرصاد)
28 الفنلنديين (أربعة طيارين من بينهم اثنان من العسكريين المدربين، نواطير ستة مهندسين اثنين والميكانيكا 16).
تألفت أساسا من نشاط جوي طلعة استطلاعية. جلبت العديد من الألمان طائراتهم الخاصة، لكنها لم تساهم كثيرا في النتيجة الاجمالية للحرب.
تم تأسيس أول قاعدة سلاح الجو في فنلندا المستقلة على الشاطئ بالقرب من Kolho. يمكن للقاعدة تعمل ثلاث طائرات. وقد وجه أول طائرة عن طريق السكك الحديدية في 7 آذار، 1918، ويوم 17 مارس 1918 أول طائرة اقلعت من القاعدة. في عام 1918 تولى الفنلنديون أكثر من تسع طائرات روسية من طراز M - 9 Stetinin التي تركت وراءها.
ونقل العملية الجوية الأولى من البيض خلال الحرب على Lyly. كان في مهمة استطلاع وجمع من خط الجبهة انتقلوا جنوبا، نحو تامبيري، تم نقل AFB أول Orivesi ثم Kaukajärvi قرب تامبيري. وكان لمساهمة القوات الجوية خلال الحرب الأبيض لا يكاد يذكر.
من 10 مارس 1918 وكان على رأس القوة الجوية الفنلندية من قبل الملازم جون السويدية. ألان Hygerth. بيد انه تم استبداله في 18 أبريل عام 1918، بسبب عدم ملاءمة له لمنصب وحوادث عديدة. وقد اتخذ وظيفته يرأسه الألماني كارل Seber النقيب، الذي كان قائدا للقوات الجوية من 28 أبريل 1918 حتى 13 ديسمبر 1918.
في نهاية الحرب الأهلية، وكان القوة الجوية الفنلندية 40 طائرة، منها 20 تم القبض عليهم من ريدز (ليفربول لم تعمل هذه الطائرة كثيرة، ولكن تم العثور على بعض المهجورة من قبل الروس في جزر آلاند). وأضافت أنه تم نقل خمسة من الطائرات من قبل الحلفاء من روسيا، وأربعة تم تم شراؤها الهدايا من السويد وثمانية من ألمانيا.

### حرب الشتاء 1939-1940

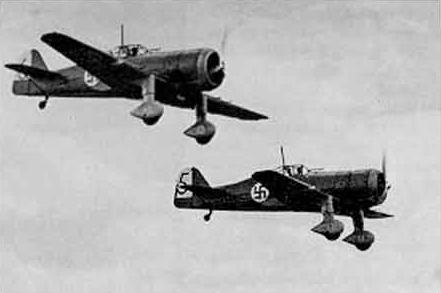
فوكر دال القرن الحادي والعشرين طائرات في القوات الجوية الفنلندية خلال الحرب العالمية الثانية

بدأت حرب الشتاء في 30 نوفمبر 1939، عندما قصفت القوات الجوية السوفيتية الفنلندية 21 مدينة وبلدية. ويقدر الاتحاد السوفياتي وكان حوالي 5000 طائرة في 1939، وهذه، تم جلب بعض المقاتلين 700 و800 القاذفات المتوسطة إلى الجبهة الفنلندية لدعم عمليات الجيش الأحمر. كما هو الحال مع معظم عمليات القصف الجوي في المراحل المبكرة من WW2، الضرر ضد صناعة فنلندية والسكك الحديدية كانت محدودة للغاية.
في بداية الحرب وينتر، جهزت القوات الجوية الفنلندية مع المفجرين 17 فقط و31 مقاتلا. كانت هناك أيضا 54 طائرة اتصال ولكن لم يستخدم فقط 20 من هؤلاء للرسل. كانت معظم الطائرات الحديثة في ترسانة الفنلندية البريطانية مصممة بريستول المفجرين بلينهايم أنه تم الترخيص بنيت في فنلندا. كانت طائرة مقاتلة من طراز فوكر الأولية د. XXI، تصميم رخيصة ولكن المناورة مع جسم الطائرة، والثابتة المشمولة النسيج معدات الهبوط. على الورق، كان ينبغي أن يكون أي تطابق هذه القوة لمهاجمة سلاح الجو السوفياتي الأحمر.
نشر الفنلنديون من أجل منع طائراتها من يتم تدميرها على الأرض، من طائراتها إلى مطارات مختلفة وخبأها في الغابات القريبة. الفنلنديون شيدت العديد من الشراك الخداعية وبنيت جدران الحماية بشظايا للطائرات. السوفياتي غارات جوية على المطارات الفنلندية تسبب عادة أضرار قليلة أو معدومة نتيجة لذلك، وكثيرا ما أدى في اعتراض من جانب المهاجمين الانتحاريين الفنلنديين وطار عائد إلى الموطن.
كما تقدم الحرب، حاول الفنلنديون ماسة لشراء طائرات أينما كانت هناك أي التي يمكن العثور عليها. أدت هذه السياسة في جرد طائرات متنوعة جدا، والذي كان يسبب بعض المشاكل لوجستية كبرى حتى أصبح المخزون أكثر توحيدا. وكان القوة الجوية الفنلندية تتكون من العديد من أمريكا وبريطانيا وتشيكوسلوفاكيا، والهولندية والفرنسية والتصاميم الألمانية، الإيطالية، السوفياتي، والسويدية. بلدان أخرى، مثل جنوب أفريقيا والدنمارك، أرسلت طائرات للمساعدة في جهود الحرب الفنلندية. والكثير من هذه المشتريات والهدايا لم تصل حتى نهاية القتال، ولكن انظر إلى العمل في وقت لاحق خلال استمرار الحروب وابلاند.
للتعويض عن نقاط ضعفها (عدد قليل من المقاتلين وعفا عليها الزمن) وفياف تركز أساسا على مهاجمة العدو قاذفات القنابل من الاتجاهات التي كانت في صالح العدو. وكانت المقاتلات السوفياتية متفوقة عادة في السرعة وقوة النيران وخفة الحركة، وكان لا بد من تجنبها ما لم يكن العدو كانوا في موقف ضعيف. وثمة مثال جيد على حكمة هذا تكتيكات الهجوم المفاجئ على قاعدة جوية Immola في اواخر فبراير 1940 من قبل بعض المقاتلين 40 السوفياتي. تدافعت الفنلنديين المتاحة فوكر دال XXIs والمصارعون Gloster لكنه خسر سبع طائرات اسقطت forty ضد مقاتلي العدو.
نتيجة تشغيل هذه التكتيكات، تمكنت القوات الجوية الفنلندية لإسقاط طائرات 218 السوفياتي خلال حرب الشتاء في حين خسر 47 فقط لنيران العدو. الفنلندية المضادة للطائرات قد أكد أيضا 314 طائرات العدو التي تم إسقاطها. تم القبض على 30 طائرة السوفياتي—وهذه كانت «يقتل» التي هبطت أكثر أو أقل سليمة داخل فنلندا وأصلحت بسرعة.

### مواصلة الحرب 1941-1944

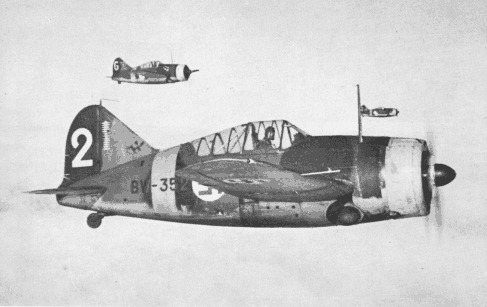
الفنلندية تشكيل بافالو بروستر خلال الحرب مواصلة

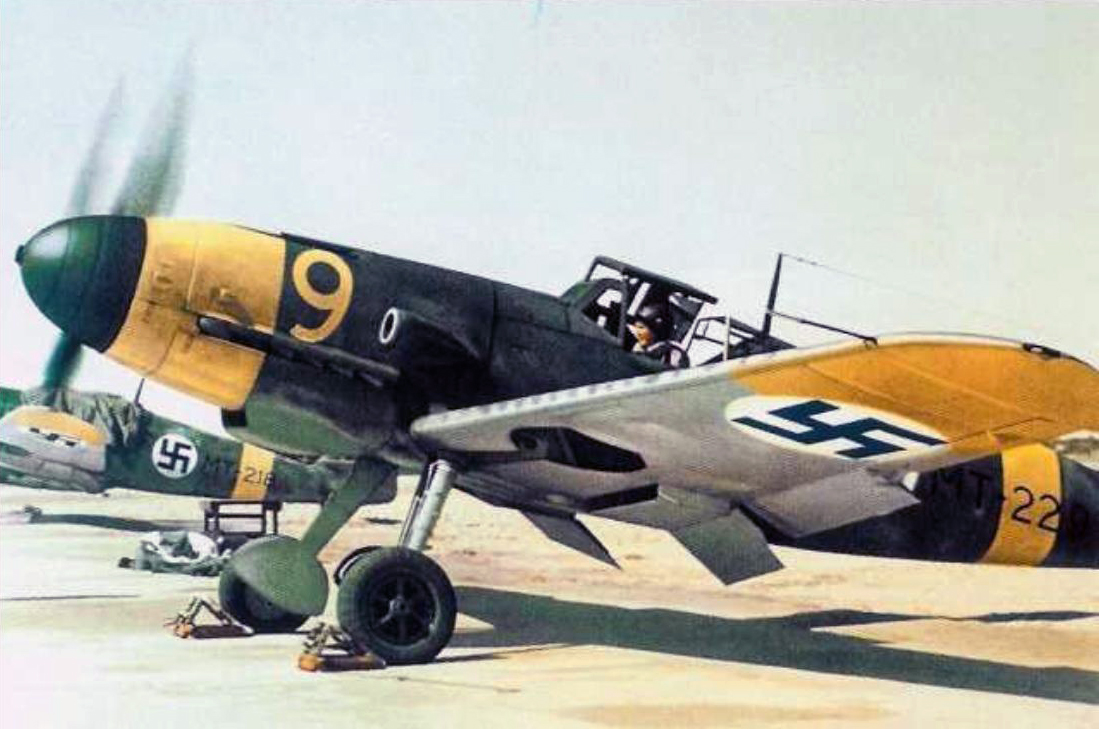
الفنلندية Messerschmitt BF 109 G - 2 خلال الحرب استمرار.

وكان أفضل استعدادا للقوات الجوية الفنلندية لمواصلة الحرب. وقد عزز ذلك إلى حد كبير، ويتألف من نحو 550 طائرة، على الرغم من واعتبرت العديد من الدرجة الثانية و«تصدير» وبالتالي إلى بلدانها الأصلية. اشترى فنلندا عدد كبير من الطائرات خلال حرب الشتاء، ولكن قليل من تلك الخدمات بلغت خلال النزاع القصير. لعبت السياسة أيضا عاملا، لأن هتلر لم يكن يرغب في معاداة الاتحاد السوفيتي بالسماح بتصدير الطائرات الألمانية من خلال الأراضي التي يسيطر عليها أثناء النزاع. وكانت أنواع الطائرات الجديدة في مكانها بسبب الأعمال العدائية الوقت مع روسيا استؤنفت في 1941. أعداد صغيرة من الأعاصير هوكر وصلت من المملكة المتحدة، Morane - سولنييه MS406s من فرنسا وفيات G.50s من إيطاليا، وبضع عشرات من كيرتس هوك 75s استولى عليها الألمان في فرنسا والنرويج ثم بيعها إلى فنلندا وألمانيا عندما بدأ الإحماء تعزيز روابطها مع فنلندا، والعديد من B239s بروستر من الولايات المتحدة محايدة في فياف. أثبتت فياف قادرة على إجراء خاص بها في المعارك المقبلة مع سلاح الجو الأحمر. استعيض عن الموديلات السابقة، مثل د. فوكر القرن الحادي والعشرين والمصارع Gloster، في الوحدات القتالية في خط المواجهة مع الطائرات الجديدة.
وكانت المهمة الرئيسية لفياف لتحقيق التفوق الجوي فوق فنلندا ومنع السوفيات من القوة الجوية تعزيز خطوط جبهتهم. كانت أسراب مقاتلة ناجحة جدا في الهجوم الفنلندية عام 1941. وكان إصدار تجريد لأسفل، وأكثر قدرة على المناورة، ويخفف كثيرا من بروستر الاميركية «بافالو» B239 المقاتلة فياف الرئيسي حتى عام 1943. وكانت النتائج مع هذا المقاتل جيدة جدا، حتى ولو كان يعتبر النوع إلى أن يكون الفشل في البحرية الأمريكية والقوات البريطانية مع الشرق الأقصى. في استخدام الفنلندية، كان بروستر معدل انتصار 32:1 -- 459 يقتل في حين خسر 15 فقط. استبدال الألمانية BF 109s وB239 كما المقاتلة في الخطوط الأمامية الرئيسية لفياف في عام 1943، على الرغم من استمرار الجاموسات في أدوار ثانوية حتى نهاية الحروب. أنواع أخرى، وخصوصا الإيطالية فيات وG.50 كيرتس هوك 75 ثبت أيضا قادرة في أيدي مدربين تدريبا جيدا الطيارين الفنلندية. تصاميم روسية مختلفة كما شهد العمل عندما تضررت طفيفة «يقتل» وأصلحت وجعلت صالحة للطيران.
هل تحسنت Dornier 17s (كما وردت هدية من هيرمان غورينغ في 1942) وجونكرس] 88s جو القدرة قصف القوات الجوية الفنلندية. وجرى أيضا تعزيز قوة القاذفات مع عدد من القاذفات السوفياتية احتلتها، والتي اتخذت في الأعداد الكبيرة من قبل الألمان خلال عملية بارباروسا. طار الوحدات مهاجما بعثات متنوعة مع نتائج متفاوتة، ولكن لم ينفق جزءا كبيرا من وقتهم في التدريب، والانتظار لاستخدام طائراتها حتى الوقت المطلوب. وبالتالي أسراب مفجر للطيران فوج 4 جاهزة للمعارك صيف عام 1944، التي شملت على سبيل المثال معركة طالي - Ihantala.
في حين أن فياف كان ناجحا في مهمته، كانت ظروف ليست سهلة. قطع الغيار للطائرات فياف كانت نادرة قطع غيار من الولايات المتحدة (بوفالو وهوك)، بريطانيا (الأعاصير)، وإيطاليا (G.50) لم تكن متوفرة لكثير من الحروب. استغرق إصلاح في كثير من الأحيان وقتا طويلا، وكان أثقل كاهل الدولة مع مصنع الطائرات ترميم / إصلاح الطائرات السوفياتية غنيمة حرب، والطائرات الأجنبية مع ساعات طويلة من وقت الرحلة، وتطوير أنواع المقاتلة الأصلية الفنلندية. أيضا، اتخذ مهاجما واحدا من تلف مساحة ورشة عمل يعادل ثلاثة من مقاتليها.
كان مطلوبا فنلندا لطرد القوات الألمانية أو المتدرب المتبقية كجزء من اتفاق سلام مع السوفيات في منتصف عام 1944. نتيجة لذلك، كانت المعارك الجوية النهائي ضد الوحدات المنسحبة فتوافا.
لم يكن للقوات الجوية الفنلندية قنبلة أي أهداف مدنية خلال إما الحرب. [6] بفضول، تحلق فوق المدن والقواعد السوفياتية كان ممنوعا أيضا، لتفادي أي استفزازات غير الضرورية وقطع المعدات.
وفقا لKeskinen كاليفي والكتاب ستينمان كاري «لانتصارات جوية 1-2»، أطلقوا النار على القوات الجوية الفنلندية 1621 بانخفاض الطائرات السوفياتية حين تفقد الطائرات الخاصة خلال الحرب 210 مواصلة 1941-1944.
للحصول على قائمة كاملة من وحدات القوات الجوية الفنلندية خلال مواصلة الحرب، انقر هنا

### في مرحلة ما بعد WW2

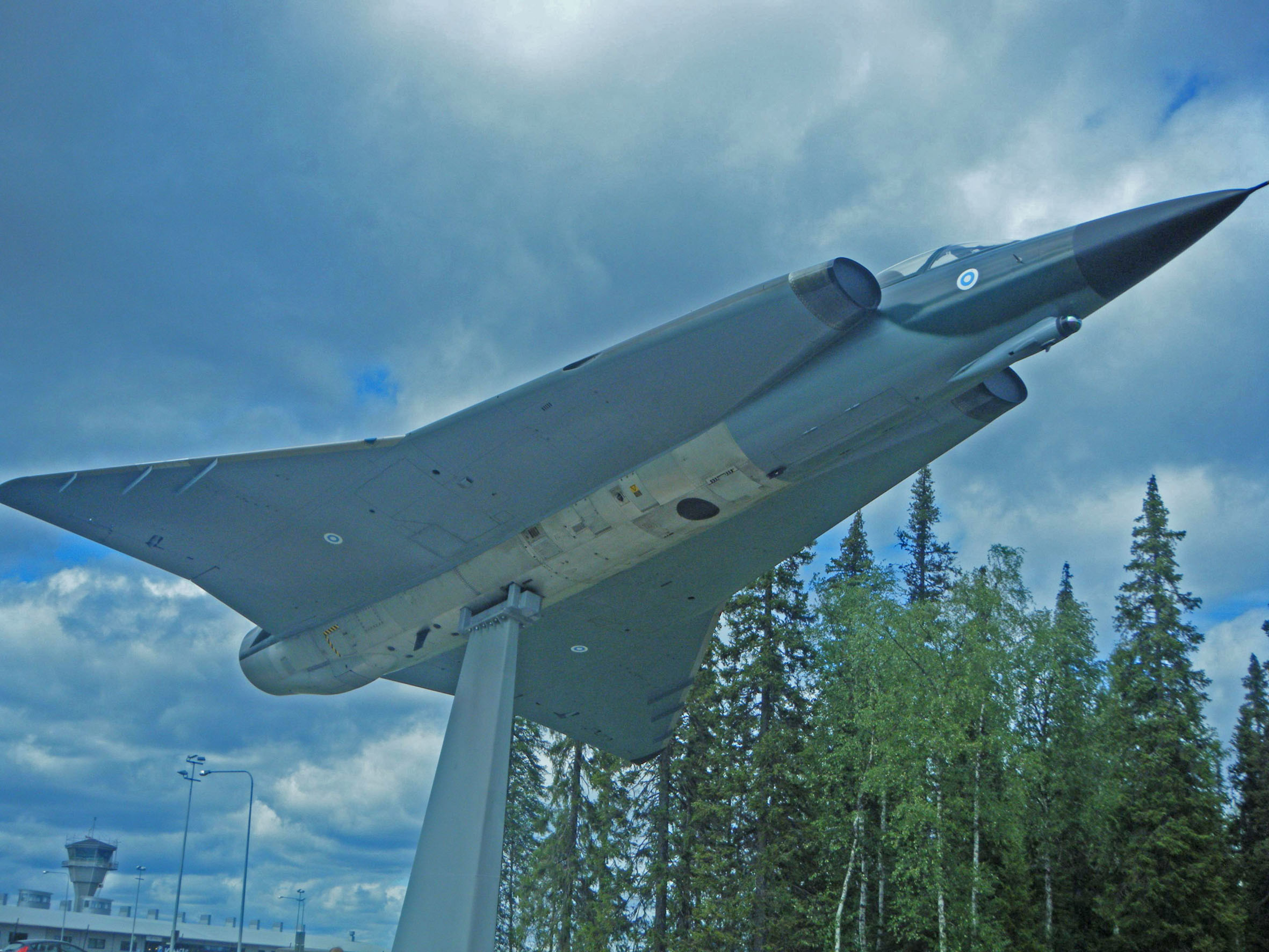
صعب Draken 35 في مطار Kittilä

جلبت نهاية الحرب العالمية الثانية، ومحادثات السلام في باريس عام 1947 مع بعض القيود عليه لفياف. وكان بين هؤلاء أن القوة الجوية الفنلندية كانت لديك :-
- أي أكثر من 60 طائرة قتالية
- أي طائرة مع الخلجان الداخلية قنبلة
- الصواريخ الموجهة أو أي أسلحة نووية
- أي أسلحة أو البناء الألمانية مع الأجزاء الألمانية
- والأشخاص العاملين في أقصى 3000
- أي أسلحة هجومية

أعقب هذه التنقيحات المطالب السوفياتية عن كثب. بريطانيا عندما حاول إضافة بعض من تلقاء نفسها (خوفا من أن الأحكام كانت هناك فقط لزيادة الدفاعات الجوية السوفياتية) انهم يعارضون من قبل السوفيات. نقحت مرة أخرى في عام 1963 والمراجعات سمح فنلندا لشراء صواريخ وقاذفات القنابل القليلة التي كانت تستخدم لأهداف والقاطرات. فياف وكذلك نجح في العثور على حلقة حفرة لتعزيز القدرات من خلال شراء أعداد كبيرة من الطائرات ذات المقعدين، والتي تحسب على الطائرات والمدرب لم تكن مدرجة في المراجعات. يمكن لهذه الطائرات لها أدوار ثانوية. [7]
خلال سنوات الحرب الباردة، حاولت فنلندا لتحقيق التوازن بين مشترياتها بين الشرق والغرب والمنتجين المحليين. هذا أدى إلى حصر متنوعة من الاتحاد السوفيتي، والطائرات، السويدية البريطانية والفرنسية والفنلندية. بعد الساسة الفنلندية الرائدة أجرى محادثات غير رسمية مع نظرائهم السويدية، بدأت السويد تخزين الفائض صعب Drakens 35، والتي كان من المقرر نقلها إلى فنلندا في حالة حرب مع الاتحاد السوفياتي. بقيت هذه حتى 1980s. [8]
في 22 سبتمبر 1990، قبل اسبوع فقط من توحيد ألمانيا، أعلنت فنلندا التي تحد من المعاهدات لم تعد نشطة والتي تم إبطال جميع أحكام معاهدات باريس للسلام. امتنعت الدول الموقعة من المذكرات الدبلوماسية بشأن الإعلان، الذي أكد وبالتالي بطلان.

## جرد الطائرات الحالية

### الطائرات

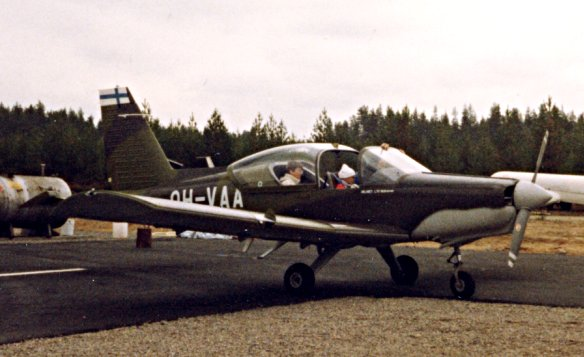
VALMET L - 70 فينكا

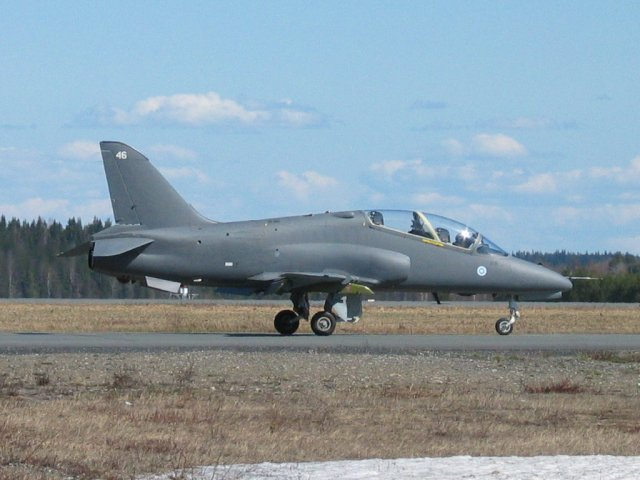
باي هوك 51 في سيلنيارفي.

المقاتل الابتدائية لسلاح الجو هو هورنيت F - 18. ويتم التدريب مع Vinkas VALMET هوكس وبي. ويتم نقل من طراز C - 295s مع والكمبيوتر 12S.
ومن المقرر معينة لاستبدال الطائرات : إن فوكر إف27 سيستمرون في العمل جنبا إلى جنب مع C - 295Ms لكن من المقرر أن يحل محله في غضون سنوات قليلة [2]. وMk.51s هوك و51As هي لتحل محلها طائرات جديدة من طراز غير معروف حتى الآن في العقد المقبل، وكما تم اشترى Mk.66s حل مؤقت السويسرية. سيتم استبدال بايبر PA - 31S التي تصل إلى ستة الجديدة PC - 12 NG الاتصال الطائرات. دعيت العطاءات من الطائرات بيلاتوس، شركة رايثيون للطائرات ومجموعة BN. [3].
القوة الجوية الفنلندية تعتزم أيضا شراء طائرات أكبر حجما 2-3 النقل، لتلبية الاحتياجات المحلية لعمليات النقل والإمداد والقوات في العمليات الدولية، وكذلك لتكوين احتياطي تكتيكي لاخلاء السكان من المناطق zardous. تراوحت اقتراح من MRTT ايرباص A330، ايرباص A400M إلى الثالث جلوب ماستر C - 17. [4] وفي 25 مارس 2008 تقرر أن فنلندا سوف تنضم إلى الناتو القدرة الجسر الجوي الاستراتيجي البرنامج، شراء المشتركة التي تضم ثلاثة من طراز C - 17s من قبل دول حلف شمال الأطلسي الجديدة والسويد وفنلندا [10].

### F - 18 هورنيت

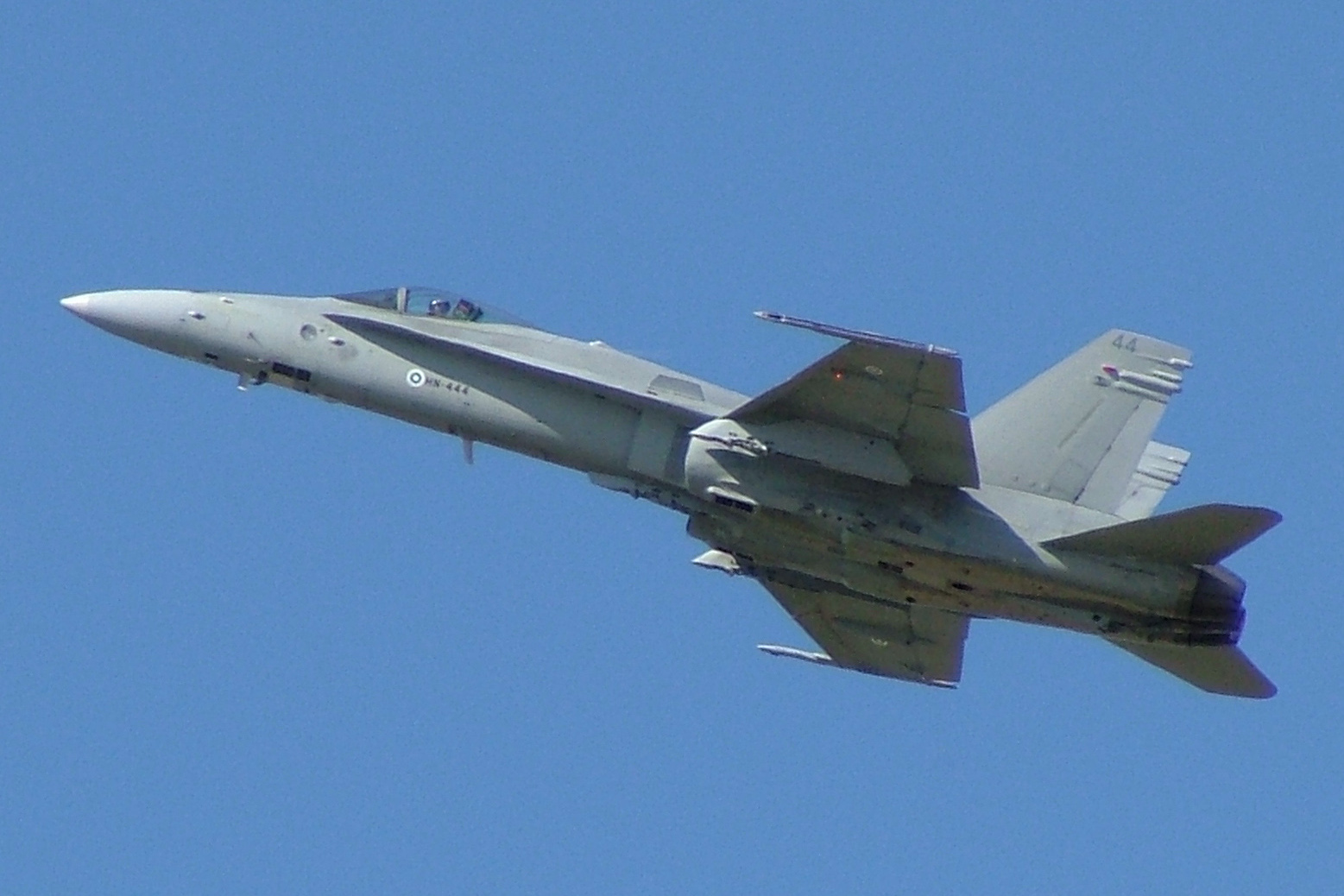
الفنلندية سلاح الجو من طراز F - 18 هورنيت

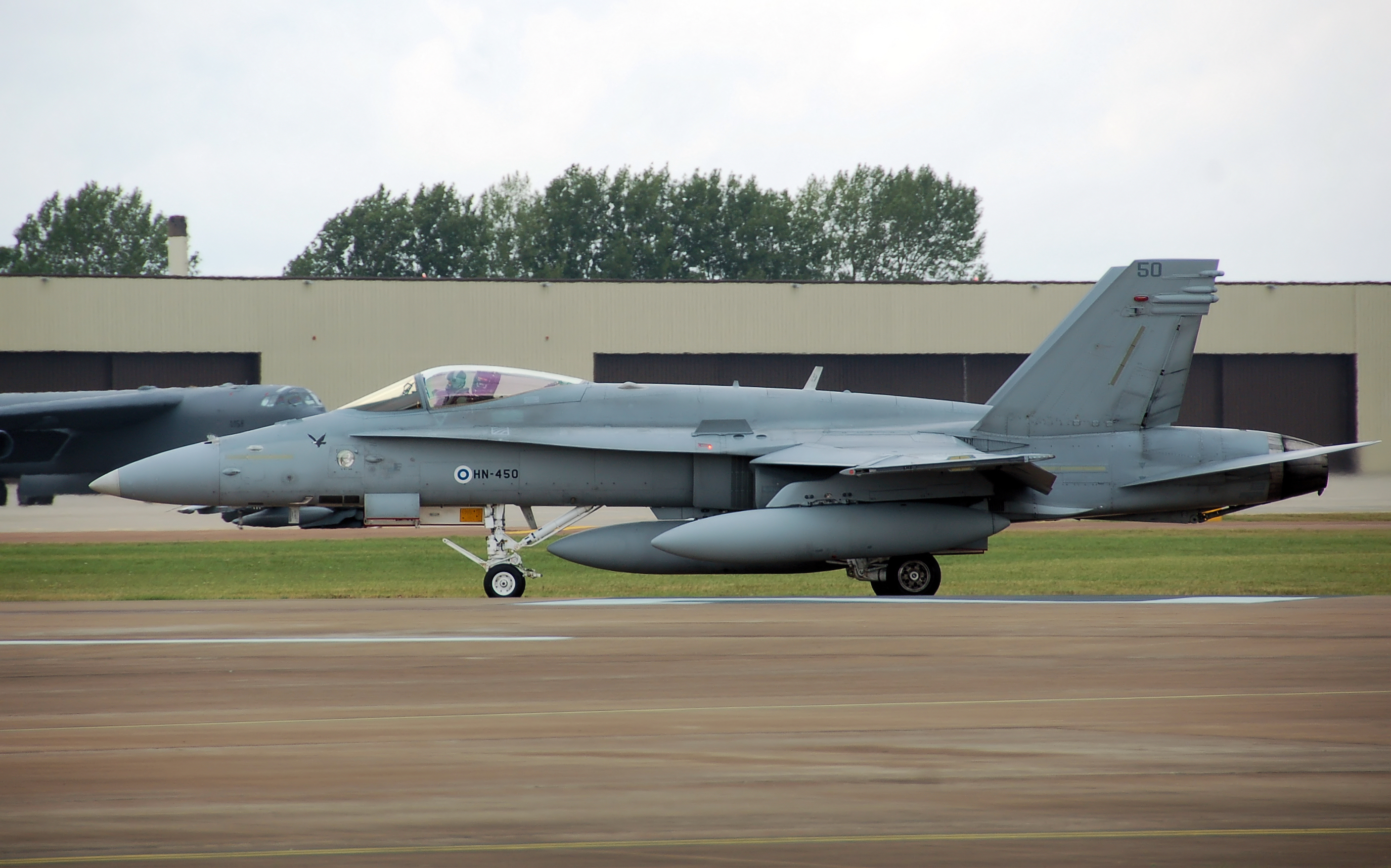
F - 18C هورنيت في 2009

وهورنيت F - 18 هو القوة الجوية الفنلندية البديل من F/A-18 IDS بوينغ الهجوم المتعدد دور الدبور والطائرات المقاتلة. الطائرات مطابق تقريبا لF/A-18C/D أواخر المستخدمة من قبل البحرية الأمريكية، وكذلك الدبابير التي تستخدمها القوات الجوية السويسرية، على الرغم من عدم شراء أي سلاح الجو إلى الأرض أو المعدات مع الطائرات. كان القرار لإعادة تسمية الطائرات F - 18 أساسا لقرار سياسي لوزير الدفاع الجوي تسطير دور المقاتلين.
وقد اتخذ هذا القرار لشراء الطائرات (64 في المجموع، مع اثنين من نماذج من طراز F - 18D - 7 و57 مقعد واحد يجلس نماذج من طراز F - 18C) في عام 1992، بعد وقت قصير من عام 1991 حل الاتحاد السوفياتي. كانت الخطة الأصلية لشراء نحو 40 مقاتلا السوفياتي الغربية ونحو 20 من مقاتلي نظرا لسبب سياسي، ولكن بعد انهيار الاتحاد السوفياتي كان هذا لم يعد ضروريا. تغيير خطة لمقعد واحد مقعد 60 + 7 مقاتلين المزدوج من نفس النوع، وF - 18 فاز في المسابقة. للحفاظ على الموازنة فقد انخفض عدد المقاتلين التي سيتم شراؤها من قبل ثلاثة، إلى 57 +7. أنتجت الفردي الطائرات 57 مقعد من قبل باتريا في فنلندا.
وكان الهدف الرئيسي في السياسة الخارجية الفنلندية في تلك الحقبة لاتخاذ أي إجراء من شأنه أن يفسر من قبل السوفيات باعتبارها تهديدا للأمن : شراء سلاح من هذا الحجم التطبيقية بالتأكيد. شراء فقط متوافق مع حلف شمال الأطلسي، وطائرات مقاتلة أمريكية لا يمكن لفنلندا قبل انهيار الاتحاد السوفييتي.
وهورنيت F - 18 هو أمريكية ثانية البحرية المقاتلة في القوات الجوية الفنلندية، وبعد شراء 1939 من F2A بروستر.

#### ترقية قدرات هجو م
في 7 كانون الأول 2004، أعلنت القوات الجوية الفنلندية أنه سيتم تعديل الطائرات من أجل تحسين capabitity على الهجوم البري. [11] سوف تتضمن التعديلات ترقيات لإلكترونيات الطيران والرادارات وأجهزة الاستشعار، وعدد من الأسلحة المتطورة (مثل JDAM، JSOW، سيحاكم SLAM - ER، وAARGM) الخروج. بالإضافة إلى ذلك حصلت على الفاف AIM - 9X 250 [12] [13] و300 AIM - 120C - 7 صواريخ امرام [14].
في ديسمبر 2007 وأعلن أن الفاف قد اشترت ten AN/AAQ-28 LITENING AT بلوك الثاني القرون، والتي كانت لتكون متكاملة مع F - 18S والخمسين. [15]
في نيسان 2009، أعلن أن القوات الجوية تدرس كلا من إيه جي إم- 158 جيه إيه إس إس إم والصاروخ توروس للطائرات. [16]

#### F - 18C إلى F - 18D التحويل
دمر سلاح الجو واحد من طراز F - 18C الفنلندية واحدة تضررت بشدة في حادث تصادم جوي منتصف عام 2001. قررت القوات الجوية الفنلندية لشراء الطائرة امام القوة الجوية الكندية CF - 18B واستخدامه لتعديل F - 18C التالفة في متغير من طراز F - 18D مقعدين. تم الانتهاء من التحول في عام 2009. [17] الطائرة تحطمت خلال رحلة تجريبية في 21 كانون الثاني 2010 [18] بسبب فشل servomotor استقرار الذي تسبب الكمبيوتر المقاتل للتبديل إلى توجيه الميكانيكية. [19] والطيارين وكان لطرد لأنهم لم يتمكنوا من السيطرة على الطائرة بسبب الفشل.

### المروحيات
عملت المروحيات في سلاح الجو الفنلندي حتى نهاية التسعينات عندما نـُقلت جميعها إلى الجيش. ضـُمت جميع المروحيات إلى كتيبة المروحيات بفوج مشاة أوتي. وتشمل أنواع طائرات العامودية Hughes 500D، Hughes 500E وNHI NH90.

### الطائرات بدون طيار
يتم تشغيلها حاليا من قبل جميع الطائرات بدون طيار لواء المدفعية التابعة للجيش. تتمركز فيها وحدة الطائرات بدون طيار في Niinisalo. الجيش يعمل الحارس RUAG. وقد وضعت أيضا باتريا ميني الطائرات بدون طيار، والتي تم اختبارها ميدانيا من قبل الجيش الفنلندي.

## تنظيم
وتنظم القوات الجوية إلى أوامر الجوية الثلاث، كل منها يعمل سرب مقاتلات. بالإضافة إلى ذلك، سلاح الجو الذي يضم عددا من وحدات أخرى :-
- المقر (Tikkakoski)
- C4I قيادة العتاد
- القيادة الجوية ابلاند (روفانيمي) [20]
- مقاتل السرب 11 (Hävittäjälentolaivue 11، HävLLv 11)
- 1 الرحلة : F - 18C / D
- الرحلة 2 : F - 18C / D
- الاتصالات الطيران : VALMET Vinka، PA - 31-350 الزعيم، VALMET L - 90TP Redigo
- 5 مركز عمليات القطاع
- قاعدة دعم الشركة
- C4I ورشة عمل
- الطائرات ورشة عمل
- Satakunta القيادة الجوية (تامبيري، بيركالا) [21]
- مقاتل السرب 21 (Hävittäjälentolaivue 21، HävLLv 21)
- 1 الرحلة : F - 18C / D
- الرحلة 2 : F - 18C / D
- الاتصالات الطيران : VALMET Vinka، PA - 31-350 الزعيم، VALMET L - 90TP Redigo
- 3 مركز عمليات القطاع
- الطائرات ورشة عمل
- C4I مركز العتاد
- مركز الخدمات اللوجستية
- قاعدة دعم الشركة
- الكريلية القيادة الجوية (كوبيو - Rissala)
- مقاتل السرب 31 (Hävittäjälentolaivue 31، HävLLv 31)
- 1 الرحلة : F - 18C / D
- الرحلة 2 : F - 18C / D
- الاتصالات الطيران : VALMET Vinka، PA - 31-350 الزعيم، VALMET L - 90TP Redigo
- مركز عمليات القطاع 7 [22]
- التدريب الجناح الجوي (Kauhava) [23]
- مقاتل السرب 41 (Hävittäjälentolaivue 41، HävLLv 41): هوك ام كاي 51/51A، 61
- مركز تدريب
- بالطبع تفاصيل
- قاعدة دعم الشركة
- مركز الخدمات اللوجستية
- الطائرات ورشة عمل
- C4I ورشة عمل
- أكاديمية سلاح الجو (Tikkakoski) [24]
- دعم العمليات الجوية سرب (TukiLLv)
- مركز تدريب
- تدريب الكتيبة
- مركز الحرب الإلكترونية التدريب
- فرقة سلاح الجو
- مركز الخدمات اللوجستية
- حارس التفاصيل
- العتاد الجوي في سلاح الجو أمر (تامبير)
- C4I قيادة العتاد (Tikkakoski)
- الطائرات وأنظمة التدريب الجناح الأسلحة (Halli) [25]
- بالطبع تفاصيل
- تفاصيل التدريب
- شركة التدريب
- طائرات ومنظومات الأسلحة مدرسة ضباط الصف
- مركز الخدمات اللوجستية
- الفنلندي لدراسات وأبحاث الذكاء، Tikkakoski

### قوة عبأت
أسراب مقاتلة من طراز F - 18C 3 / D
1 سرب المقاتلات هوك
قواعد الجاهزية 6
1 دعم السرب
7 رحلات الاتصالات
مجموعه 38000 الأفراد

## قادة
| Rank               | Name             | From               | To                 |
| Captain            | Carl Seber       | April 28, 1918     | December 13, 1918  |
| Lieutenant Colonel | Torsten Aminoff  | December 14, 1918  | January 9, 1919    |
| Colonel            | Sixtus Hjelmmann | January 10, 1919   | October 25, 1920   |
| Major              | Arne Somersalo   | October 26, 1920   | February 2, 1926   |
| Colonel            | Väinö Vuori      | February 2, 1926   | September 7, 1932  |
| Lieutenant General | يارل اندكفيست    | September 8, 1932  | June 29, 1945      |
| Lieutenant General | Frans Helminen   | June 30, 1945      | November 30, 1952  |
| Lieutenant General | Reino Artola     | December 1, 1952   | December 5, 1958   |
| Major General      | Fjalar Seeve     | December 6, 1958   | September 12, 1964 |
| Lieutenant General | Reino Turkki     | September 13, 1964 | December 4, 1968   |
| Lieutenant General | Eero Salmela     | February 7, 1969   | April 21, 1975     |
| Lieutenant General | Rauno Meriö      | April 22, 1975     | January 31, 1987   |
| Lieutenant General | Pertti Jokinen   | February 1, 1987   | January 31, 1991   |
| Lieutenant General | Heikki Nikunen   | February 1, 1991   | April 30, 1995     |
| Major General      | Matti Ahola      | May 1, 1995        | August 31, 1998    |
| Lieutenant General | Jouni Pystynen   | September 1, 1998  | December 31, 2004  |
| Lieutenant General | Heikki Lyytinen  | January 1, 2005    | July 31, 2008      |
| Major General      | Jarmo Lindberg   | August 1, 2008     |                    |

## وصلات خارجية
- Finnish Air Force
- Pictures of Finnish Air Force aircraft at Airliners.net
- Finnish Defence Forces: Presentation of equipment: Interceptor fighter
- Flugrevue article about the Swiss Air Force's F-18s